# Parti Baas (faction dominée par les Irakiens)
Ne doit pas être confondu avec Parti Baas irakien.

Drapeau du Parti Baas (faction dominée par les Irakiens).

Le Parti Baas (faction dominée par les Irakiens) également également appelé appelé Parti Baas - faction de Bagdad, mouvement Baas pro-irakien, la faction régionale pro-irakienne et ses partisans les Saddamistes, est un mouvement politique néo-baasiste dont le siège était à Bagdad, en Irak, jusqu'en 2003. C'est l'un des deux branches du mouvement baasiste qui ont émergé de la scission du parti Baas originel en 1966.
En 1966, le parti Baas initial a été divisé en deux, une moitié était dirigée par la direction de Damas du parti Baas qui a créé un parti en Syrie et l'autre moitié avec sa direction à Bagdad. Les deux partis Baas ont conservé le même nom et ont maintenu des structures parallèles dans le monde arabe, mais les relations sont devenues si antagonistes que la Syrie a soutenu l'Iran contre l'Irak pendant la guerre Iran-Irak. Les Baathistes ont pris le pouvoir en Irak pour la première fois en 1963, mais ont été déposés quelques mois plus tard. L'organisation régionale du parti a gouverné l'Irak entre 1968 et 2003, pendant de nombreuses années sous la direction de Saddam Hussein. Le Parti Baas irakien a été interdit en 2003 par l'Autorité provisoire de la coalition à la suite de l'invasion de l'Irak par les États-Unis et leurs alliés.

## Branches par pays

### Algérie
La branche du parti en Algérie, le Parti Baas socialiste arabe d'Algérie (arabe : حزب البعث العربي الاشتراكي في الجزائر Hizb Al-Ba'ath Al-'Arabi Al-Ishtiraki fi Al-Jaza'ir), est dirigé par Ahmed Choutri (secrétaire du commandement régional). Le parti est interdit et Choutri a été contraint de fuir vers l'Irak dans les années 1990 en raison de la répression gouvernementale contre le mouvement Baas algérien. Le parti sympathise avec l'insurrection baasiste irakienne et soutient Izzat Ibrahim al-Douri, chef de la branche irakienne. Après son retour en Algérie en 2003, Choutri a écrit La foi baasiste du président Saddam.

### Bahreïn
L'Assemblée démocratique nationaliste (arabe : التجمع القومي الديمقراطي , Al-Tajamu'u Al-Qawmi Al-Dimuqratiyah) représente le parti Baas pro-Bagdad à Bahreïn. Le groupe est dirigé par Hassan Ali en tant que secrétaire général et Mahmoud Kassab en tant que secrétaire général adjoint. Il a été créé par des Bahreïnis qui avaient étudié dans l'Irak baasiste dans les années 1960 et 1970. Le parti a boycotté les élections législatives de 2002 , mais pas celles de 2006. L'élection parlementaire partielle de 2011 a été boycottée par le parti en solidarité avec le soulèvement bahreïnien.
Le parti s'oppose aux politiques de naturalisation du gouvernement et soutient qu'il est injuste pour les Bahreïniens de rivaliser sur un pied d'égalité avec les travailleurs étrangers pour les emplois. L'Assemblée démocratique nationaliste reste pro-Saddam Hussein. Il s'est opposé à l'invasion de l'Irak en 2003, la considérant comme un acte de brutalité contre le peuple irakien. Le parti soutient activement le renversement de la monarchie existante, avec une transition pacifique vers la démocratie.

### Égypte
Le Parti Baas socialiste arabe – Région d'Égypte (arabe : حزب البعث العربي الاشتراكي- مصر Hizb Al-Ba'ath Al-Arabi Al-Ishtiraki – Misr) est une branche active en Égypte.
Le parti soutient le départ de Bachar al-Assad de Syrie, tout en appelant à aucune intervention étrangère dans le conflit, que ce soit par Israël, la Turquie ou l'Iran, car le parti estime que tous ces pays ont des arrière-pensées et cherchent à saper la Syrie.
Le parti a été interdit au début des années 1990 et deux responsables des services de renseignement irakiens ont été arrêtés le 14 avril 1991 avec 38 000 dollars en leur possession, argent qui, selon les autorités égyptiennes, devait servir à financer des opérations de sabotage en Égypte. Plusieurs autres baasistes égyptiens, dont le poète Muhammad Afifi Matar, ont également été arrêtés en avril 1991, soupçonnés d'être impliqués dans un complot terroriste irakien.

### Érythrée
Des organisations baasistes ont émergé à la tête du Front de libération de l'Érythrée dans les années 1970, avec des groupes pro-Bagdad et pro-Damas rivalisant pour la domination politique sur le front. Cette scission a contribué à la chute du FLE et à l'émergence du Front populaire de libération de l'Érythrée comme mouvement de libération dominant. Un baasiste pro-irakien clé était Abdel Gadir Jeilani, qui est devenu le chef du Conseil révolutionnaire du FLE-PLF dans les années 1980.

### Irak
En Irak, le parti Baas est resté un groupe civil et n'a pas bénéficié d'un soutien solide de la part de l'armée. Le parti a eu peu d'impact et le mouvement s'est divisé en plusieurs factions après 1958 et à nouveau en 1966. Le mouvement aurait manqué d'un fort soutien populaire, mais grâce à la construction d'un appareil de parti fort, le parti a réussi à gagner le pouvoir. Le parti basé en Irak était à l’origine engagé dans le panarabisme (comme son homologue syrien). Après avoir pris le pouvoir en 1968, le parti a adopté le nationalisme irakien et a encouragé les Irakiens à s’identifier comme des héritiers culturels de la Mésopotamie dotés d’une identité islamique médiévale. Saddam Hussein a cherché à être considéré comme le leader d'une grande nation irakienne néo-mésopotamienne en se comparant à Nabuchodonosor II et à Hammurabi.
En juin 2003, l'Autorité provisoire de la coalition a interdit le parti Baas. La mesure supplémentaire prise par le CPA – interdisant à tous les membres des quatre niveaux supérieurs du parti Baas du nouveau gouvernement, des écoles et des collèges publics – a été critiquée pour avoir empêché trop de personnes expérimentées de participer au nouveau gouvernement. Des milliers de personnes ont été démis de leurs fonctions, notamment des médecins, des professeurs, des enseignants et des bureaucrates. De nombreux enseignants ont perdu leur emploi, déclenchant des protestations dans les écoles et les universités. Sous l'ancien régime du parti Baas, on ne pouvait pas accéder à un poste élevé au sein du gouvernement ou dans une école sans devenir membre du parti et l'adhésion au parti était une condition préalable à l'admission à l'université. Alors que de nombreux baasistes ont adhéré au parti pour des raisons idéologiques, beaucoup plus l'ont été parce que c'était un moyen d'améliorer leurs options. À la suite des pressions exercées par les États-Unis, la politique de débaasification a été abordée par le gouvernement irakien en janvier 2008 avec sa loi controversée sur la responsabilité et la justice . Cela visait à assouplir la politique, mais beaucoup craignaient que cela n'entraîne de nouveaux licenciements.

### Palestine
Un mouvement de guérilla baasiste pro-irakien désorganisé existait avant la création du Front de libération arabe (FLA). L'ALF a été créée en 1969 lors d'un congrès national du parti Baas d'Irak pour affaiblir l'emprise d'As-Saiqa, l'organisation baasiste pro-syrienne en Palestine. Contrairement à as-Saiqa, le FLA n'a jamais eu accès à un large bassin de recrutement. Il y avait peu de Palestiniens en Irak et les Palestiniens vivant en Irak étaient généralement bien éduqués. Pour cette raison, le FLA ne pourrait pas et n'aurait jamais le même degré d'influence sur le mouvement palestinien qu'as-Saiqa.

### Syrie
La branche syrienne du parti pro-irakien a soutenu les Frères musulmans lors du soulèvement islamiste contre le gouvernement baasiste syrien d'Hafez el-Assad. Elle a toutefois été anéantie après la victoire des baasistes syriens loyalistes.